# Burg Bargfeld
Die Burg Bargfeld ist eine abgegangene Burganlage, deren Überreste sich auf dem Gebiet des heutigen Ortsteiles Bargfeld in der Gemeinde Aukrug im Kreis Rendsburg-Eckernförde in Schleswig-Holstein befinden. 

## Bauwerk
Im Waldgebiet südlich des Aukruger Ortsteiles Bargfeld liegt in der Nähe der Sellbek ein kaum erkennbarer Turmhügel (Motte). Im flachen Gelände sind außerhalb der Vegetationsperiode noch Plateau, Wall und Graben erkennbar.